# Италианска Сомалия
Колонията Италианска Сомалия, известна просто като Италианска Сомалия (на италианскиː Somalia italiana, на арабскиː الصومال الإيطالي  Al-Sumal Al-Italiy, на сомалийскиː Dhulka Talyaaniga ee Soomaaliya, на английскиː Italian Somaliland), е италианска колония, създадена през 1908 г. Тя се простира върху териториите на Източна Африка, които вече попадат под суверенитета на Кралство Италия и са включени в колонията Бенадир (Южна Италианска Сомалия).
Териториите, принадлежащи на Султанат Геледи (1910), Султанат Маджиртин (1924) и Султанат Хобьо (1926), вече италиански протекторати, както и тези на Колония Джубаленд (1926), са добавени впоследствие към колонията. През 1936 г. колонията е разпусната и нейните територии стават част от Италианска Източна Африка, в рамките на която те съставляват Губернаторство Сомалия.
По време на Втората световна война, през 1941 г., тя е окупирана от Обединеното кралство и остава такава до 1949-1950 г. От 1950 до 1960 г. е под италианско попечителство от името на ООН. Историята на Сомалия като суверенна държава започва през 1960 г.

## История

### Първи владения и протекторат
Първите опити за италианско навлизане в Африка датират от 2 октомври 1869 г., когато италианското правителство, водено от президента Луиджи Федерико Менабреа, сключва таен договор за закупуване на земя по крайбрежието на Еритрея с цел насърчаване на италианския колониализъм. Когато Египетският хедиват се оттегля от Сомалийския полуостров през 1884 г., италианските дипломати сключват споразумение с Обединеното кралство за окупацията на пристанището Масава, което заедно с Асаб формира т. нар. италиански владения в Червено море (от 1890 г. наричани Колония Еритрея). С експедицията в Червено море от 1885 г. е положена основата за проект, който трябва да доведе до контрол над целия полуостров, включително Сомалия.
В началото на 1880 г. тази област е обитавана от етиопско, данакилско, сомалийско и оромо население. Докато бреговете на Червено море са подчинени на египетски суверенитет, Сомалия е разделена на няколко султаната (с Варсангали, Маджиртин, Хобьо, Занзибар и Геледи); накрая, Етиопия е управлявана от негус негести (крал на царете) Йохан IV с присъствието на втори негус (крал) в южните територии: Менелик II.
Краят на 19 век оказва огромно влияние върху структурата на Сомалийския полуостров. Европейските сили, които се борят за контрол над района (Обединеното кралство, Кралство Италия и Франция), печелят първите си опорни точки в Сомалия чрез подписването на споразумения и договори с различните сомалийски султани, които контролират региона, като Юсуф Али Кенадид, Осман Махамуд и Мохамад Али Шире. Британците създават Протекторат Британска Сомалия, бъдещ Сомалиленд, през 1886 г. след египетското отстъпление и договора с клана Варсангели. Най-северната част от територията е дадена на Франция, която създава Френска Сомалия, състояща се от териториите на Афари и Иса. Южната част е окупирана от Италия.
В края на 1888 г. султан Юсуф Али Кенадид всъщност сключва договор с италианците, превръщайки неговия султанат Хобьо в италиански протекторат. Неговият съперник Осман подписва подобно споразумение за своя султанат Маджиртин на следващата година. И двамата владетели подписват договорите за протекторат, за да продължат собствените си експанзионистични цели: Кенадид се опитва да използва подкрепата на Италия в спора си със Султаната на Занзибар за територията на Уаршейк, както и в продължаващата му борба за власт със самия Бокор Осман. Както Кенадид, така и съперникът му Осман се надяват да използват противоречивите интереси между европейските имперски сили, които се опитват да поемат контрола над Сомалийския полуостров, като същевременно избягват пряката окупация на техните територии.
Италианците от своя страна се интересуват от тази до голяма степен пустинна страна преди всичко заради нейните пристанища, от които най-северните могат да им осигурят достъп до стратегически важния Суецки канал и Аденския залив. Последното парче земя, придобито от Италия в Сомалия с цел формирането на Италианска Сомалия, е регионът Кисмайо, който преди Първата световна война е контролиран от Великобритания.
Отношенията между Хобьо и Кралство Италия обаче се влошават, когато султан Кенадид отхвърля предложението на италианците да позволи на британски контингент да дебаркира в неговия султанат, за да продължат битката си срещу дервишките сили на антиколониалисткия религиозен водач Мохамед Абдула Хасан. Виждан като заплаха, Кенадид в крайна сметка е заточен в Аден, Йемен, а след това в Еритрея, където неговият син е престолонаследник Али Юсуф.
В края на 19 век в Италия се развива нарастващо политическо-социално движение, което настоява за разширяване на зоните на влияние в Африка, тъй като много други европейски страни се движат в тази посока, докато Италия остава в застой. В ситуацията на сериозна липса на капитал и сериозни икономически проблеми, засягащи страната, Сомалия е привлекателна не само с първичните си ресурси, но и с пристанищата и регионите, до които те дават достъп.
Чезаре Коренти организира експедиция от името на Италианското географско дружество през 1876 г. На следващата година "L'Esplatore" – дневникът за пътуването, е публикуван от Манфредо Камперио. През 1879 г. е създадено Обществото за търговски изследвания в Африка с участието на италианската индустриална структура от онова време. През същата година в Сомалия е създаден Африканският клуб, който три години по-късно става „Африканско общество на Италия".
Този път претърпява ускорение, когато клането през януари 1887 г. на 500 войници от колоната „Де Кристофорис“ в Догали, Еритрея, от милициите на рас Алула Енгида впоследствие предизвиква сформирането на ново правителство от премиера Агостино Депретис, който почива през юли. Той е наследен от Франческо Криспи, който има нови планове за създаване на нови имиграционни зони за италианците. На 2 май 1889 г. Менелик II, император на Етиопия, и Италия подписват мирен договор в Учали. През 1895 г. Италия започва Първата италианско-абисинска война срещу Етиопия, като напада от нейните територии в Еритрея и Сомалия.

### Италианска Сомалия
На 8 февруари 1889 г. е установен италианският протекторат над султаната Хобьо. През ноември същата година Италия провъзгласява протектората над крайбрежните участъци между Уаршейк, Могадишу, Мерка и Брава. През март 1891 г. Винченцо Филонарди окупира сомалийското крайбрежно село Аталех, което преименува на Итала.
| „                   | Първите стъпки за италианското проникване в Сомалия са търговският договор със Занзибар през 1885 г., който е последван през 1889 г. от договорите за защита, подписани със султаните на Хобьо и Маджуртин. През 1891 г., след окупацията на село Ел-Атале, Италия получава под наем пристанищата Брава, Мерка, Могадишу и Уаршейк от султана на Занзибар, чието управление поверява на Търговската компания „Филонарди“, а след това на Италианската търговска компания Компанията на Бенадир. С протокола от май 1894 г. италианското и британското правителства се споразумяват да разграничат съответните си зони на влияние. Англичаните, след няколко епизода на окупация, провъзгласяват Сомалилендски протекторат през 1886 г., но от 1899 г. националистическият бунт, воден от Мад Мула, разтърсва Британска Сомалия и част от Бенадир. През 1905 г. Италия поема прякото управление на своята колония; след инцидента в Луг през 1908 г. границите с Етиопия са грубо очертани, а колонията Бенадир е преименувана на Италианска Сомалия. През 20-те години фашизмът завършва умиротворяването на територията, което е последвано от заселване на заселници и експлоатация на най-плодородните земи за интензивно обработване. През 1925 г. италианските владения се разширяват с придобиването на Джуба от Англия, а през 1936 г., след завладяването на Етиопия, Италианска Сомалия, към която се присъединява Огаден, населен от сомалийско население, става част от Италианската Източна Африка. | “ |
| Vittorio Santoianni | |   |

През 1908 г. и Султанат Геледи, който сега е в упадък при управлението на владетеля Осман Ахмед, също е провъзгласен за италиански протекторат. Със смъртта на султана през 1910 г. е окончателно присъединен към Италианска Сомалия.
На 12 август 1892 г. Могадишу, Мерка, Бава и Уаршейк са дадени под наем от Султанат Занзибар на Италия за 25 години. През 1905 г. италианското правителство пряко поема отговорността за създаването на колония в Южна Сомалия след обвинения, отправени срещу обществото Бенадир, че е толерирало или дори сътрудничило в поддържането на търговията с роби. Административната организация е поверена на губернатора Меркантели, който организира колонията в шест административни подразделенияː Брава, Мерка, Луг, Итала, Бардера и Джумбо.
На 5 април 1908 г. италианският парламент одобрява закона, който обединява всички италиански владения в Южна Сомалия в единна административна единица, наречена „Италианска Сомалия“. Този закон също установява компетенциите по колониални въпроси между парламента, правителството на кралството и правителството на колонията. Последният е значително укрепен: гражданският управител контролира правата за износ, регулира обменния курс, установява данъчно облагане на местните дейности и регулира всички държавни услуги и въпроси, свързани с лова и риболова; той също командваше полицията. Италианският контрол остава ефективно ограничен до крайбрежните райони само до 1920 г. След краха на съпротивителното движение на Хасан, различните кланове в Северна Сомалия отново се сблъскват заради гранични спорове. Правителството на колонията работи, за да се опита да запази мира между старите кланове, като същевременно поддържа строг военен контрол над региона.

### Икономическо развитие
През 1920 г. Лудвиг Амадей Савойски-Аоста основава Сомалийско-италианското земеделско дружество (SAIS), за да проучи селскостопанския потенциал на Африка. С идването на власт на фашизма квадрумвирът Чезаре Мария Де Веки поема длъжността губернатор на 5 декември 1923 г., носейки със себе си силните начини на суровото колониално управление.
Регионът на Джуваленд, на основание чл. 13 от Лондонския пакт, е преотстъпен на Кралство Италия с италианско-британския протокол от 15 юли 1924 г. срещу годишна компенсация на султана на Занзибар от 1000 паунда плюс плащането от 25 000 еднократно . Колонията е автономна италианска колония от 16 юли 1924 г. до 31 декември 1926 г. под мандата на губернатора Корадо Дзоли. Тази отстъпка вероятно е награда за присъединяването на Италия към Антантата.
През 1926 г., след известна съпротива, Южна Сомалия е напълно умиротворена с масовото използване на дубат, заптие и аскари от Кралския колониален войсков корпус на Италианска Сомалия. В началото на 1930 г. новите италиански губернатори Гуидо Корни и Маурицио Рава започват политика на асимилация на сомалийците и тяхната култура, основана на уважение към племенната и социална структура и на уважение към Исляма като религия на тези поданици. Много сомалийци се записват в италианските колониални войски . Няколко хиляди италиански заселници се преместват в Могадишу, който се превръща в търговски център с някои малки производствени компании, и в някои селскостопански райони около столицата като село Дука дели Абруци (или Вилабруци, днес Джоухар) и Дженале, съсредоточени върху износа на банани и селскостопански продукти.

### Италианска Източна Африка
През октомври 1935 г. Сомалия става южният фронт за нападение срещу Етиопската империя под командването на генерал Родолфо Грациани. През юни 1936 г., след италианското завладяване на Етиопия, колонията е обединена с Еритрея и Сомалия, за да създаде Италианска Източна Африка: в административното подразделение на Италианска Източна Африка колонията е реорганизирана като Губернаторство Сомалия .
През 1930 г. в Сомалия има 22 000 италиански заселници (т.е. 2% от населението на територията), от които 10 000 живеят в столицата Могадишу, където има някои малки производствени индустрии. Приходите на сомалийската колония, макар и незначителни, финансираха програма за обществено строителство, което позволява завършването на железопътната линия Могадишу-Виладжо Дука дели Абруци, реорганизацията на пътната мрежа със създаването на Имперския път между Могадишу и Адис Абеба, и изграждането на язовир, функционален за изграждането на пристанището на Могадишу. През 1935 г. над 50 000 италиано-сомалийци живеят в Сомалия, което представлява 5% от населението на територията. От тях 20 000 са в Могадишу, което представлява приблизително 40% от 50 000 жители на града. Тези данни очевидно не включват нито един от 220 000 италиански войници, разположени в Италианска Сомалия по време на Втората италианско-абисинска война.
От 1936 до 1940 г. целият регион е засегнат от изграждането на нови пътища (като „Имперския път“ от Могадишу до Адис Абеба), нови железопътни линии (114 км от Могадишу до Джоухар), училища, болници, пристанища, мостове. През първата половина на 40-те години колонията е една от най-развитите африкански държави по отношение на жизнения стандарт на заселниците и сомалийците, особено в градските райони. Могадишу остава една от административните столици на италианска Източна Африка, осеяна с нови сгради, издигнати в италианската рационалистична архитектурна традиция. Има градско развитие в рамките на Италианска Източна Африка, по-слабо само от това на Асмара.
През март 1940 г. над 30 000 италианци живеят в Могадишу, което представлява 33% от общото население на града (90 000 жители). Те посещават местни италиански училища, открити от колониалните власти. Също през 1940 г. село Дука дели Абруци има население от 12 души 000 души, от които почти 3000 италиано-сомалийци, и се радва на забележително ниво на развитие със своите плантации от банани, памук и захарна тръстика и с малка производствена площ със селскостопански индустрии (захарни фабрики, мелници и др.)

### Втора световна война и падане на колонията
През втората половина на 1940 г. италианските войски нахлуват в Британски Сомалиленд, прогонвайки британците. Италианците също окупират районите на Кения, граничещи с Джуба, около селата Мояле и Буна, така че през август 1940 г. Бенито Мусолини успява да заяви пред група сомалийци в Рим, че със завладяването на Британска Сомалия почти всички сомалийци бяха обединени, реализирайки мечтата си за „ Велика Сомалия“ .

#### Попечителство и независимост
През пролетта на 1941 г., с края на италианската кампания в Източна Африка, Великобритания си възвръща контрола над Британска Сомалия и окупира Италианска Сомалия с Огаден. Въпреки това до лятото на 1943 г. италианската партизанска война бушува из целия Сомалийски полуостров. Британските войски поддържат контрол над страната до 1 април 1950 г., когато Обединените нации я поставят под попечителството на Италианската република (Италианско попечителство над Сомалия). По време на британския контрол се случва клането в Могадишу (11 януари 1948 г.), по време на което са убити 54 италианци и 14 сомалийци.
На 1 юли 1960 г. Италианска Сомалия постига независимост. По този повод тя се присъединява към съседен Сомалиленд, който става независим от Великобритания на 26 юни същата година, за да формира Република Сомалия.

## Обща информация

### Административно деление
Територията на Италианска Сомалия е разделена на полицейски участъци, които от своя страна са разделени на резиденции и заместник-резиденции . През 1938 г. е разделена на следните комисариати:
- Горна Джуба (столица Байдоа)
- Горна Шабел (столица Було Бурти )
- Долен Шабел (столица Мерка)
- Маджиртин (столица Данте, дн. Хафун)
- Могадишу (столица Могадишу )
- Мудух (столица Рока Литорио, дн. Галкайо)
- Огаден (столицата Уардер )
- Уеби Джестро (столица Калафо)
- Долна Джуба (столица Кисмайо)
- Ногал (столицата Ейл )

Заместник-комисари
- Заместник-комисар на област Виладжо Дука дели Абруци (столица Виладжо Дука дели Абруци)
- Заместник-комисар на окръг Дженале (столица Дженале )

### Знаме и герб
Знамето на Италианска Сомалия от 1889 до 1941 г. е това на Кралство Италия, т.е. трикольорът със савойския щит. Гербът на колонията обаче е отразян синьо-червен щит с лъв на задни крака и три бели звезди.

### Официален език
Официалният език е италиански. Очевидно се говори и сомалийски, писан по това време с арабската азбука, а не както по-късно с латинската азбука.

### Валута
И талерът на Мария Терезия, и индийската рупия първоначално са в обращение в Сомалия. От 1909 г. официалната валута е сомалийската рупия, разделена на 100 бези, която заменя предишните. Рупията е заменена от сомалийската лира по време на преходния период от 1 юли 1925 г. до 30 юни 1926 г. на стойност 8 лири = 1 рупия. С анексирането към Италианска Източна Африка официалната валута за всички колонии в Африканския рог става италианската източноафриканска лира.
По време на попечителството е изсечена сомалийската монета, изсечена от Италианската централна банка за Сомалийския фонд за парично обръщение, заменена през 1962 г. със сомалийски шилинг.

## Губернатори
- Томазо Карлети (1908 – 11 януари 1910)
- Джакомо Де Мартино (11 януари 1910 – 1916)
- Джовани Черина Ферони (1916 – 1919)
- Карло Ривери (21 юни 1920 – 8 декември 1923)
- Чезаре Мария Де Веки (8 декември 1923 – 1 юни 1928)
- Гуидо Корни (1 юни 1928 – 1 юли 1931)
- Маурицио Рава (1 юли 1923 – 6 март 1935)
- Родолфо Грациани (6 март 1935 – 22 май 1936)
- Анджело Де Рубен (22 май 1936 – 24 май 1936)
- Руджеро Сантини (24 май 1936 – 15 декември 1937)
- Франческо Саверио Карозели (15 декември 1937 – 11 юни 1940)
- Густаво Пезенти (11 юни 1940 – 31 декември 1940)
- Карло Де Симоне (31 декември 1940 – 9 март 1941)